# ランボルギーニ・ブラボー

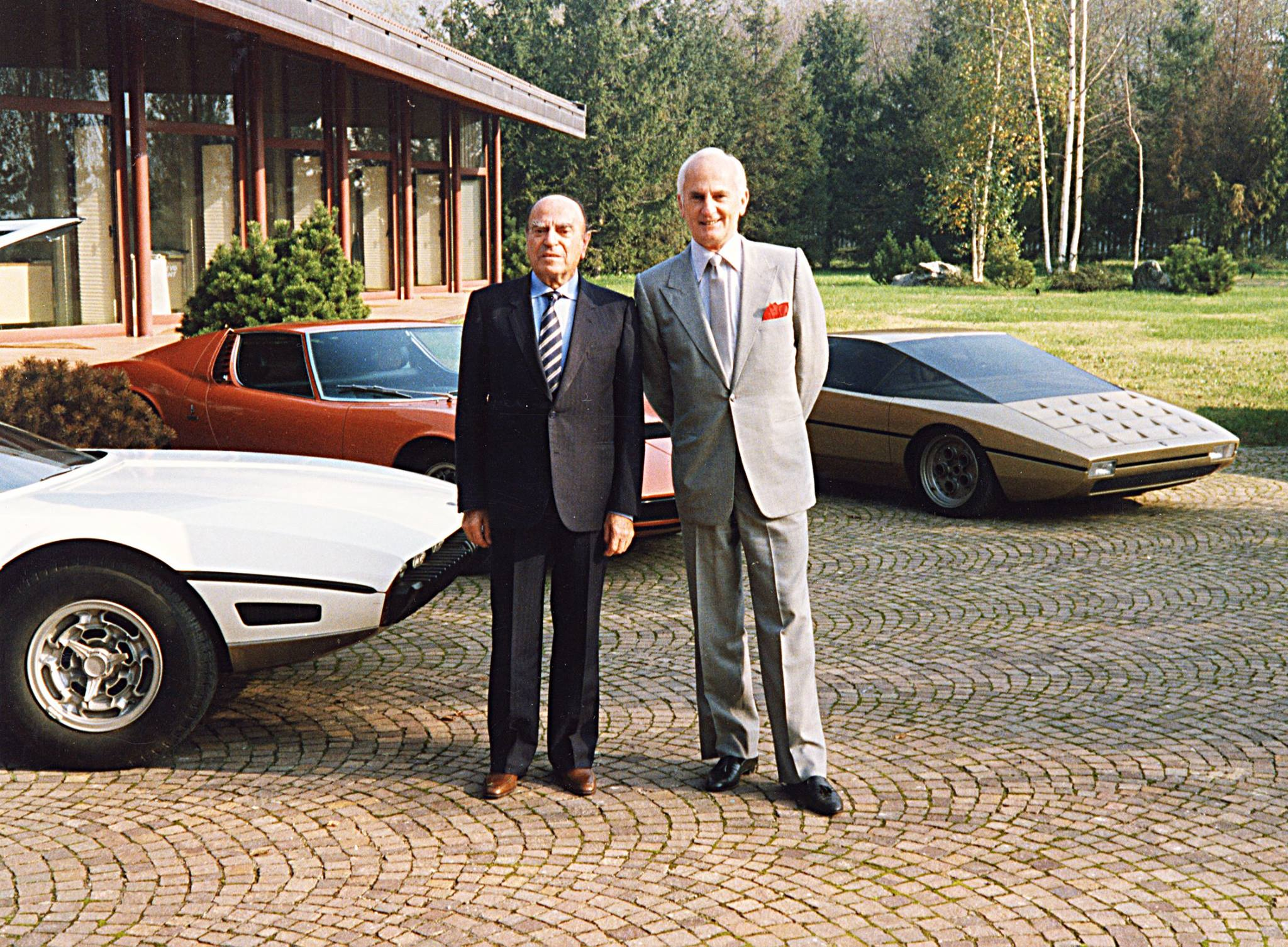
ヌッチオ・ベルトーネ（左）とチャック・ジョーダン（右）
後方の車は左からマルツァル、ミウラ、ブラボー

ランボルギーニ・ブラボー（Lamborghini Bravo）は、マルチェロ・ガンディーニがベルトーネ在籍中に発表したランボルギーニ名義のコンセプトカーである。発音はBurabō (ブラボー)。

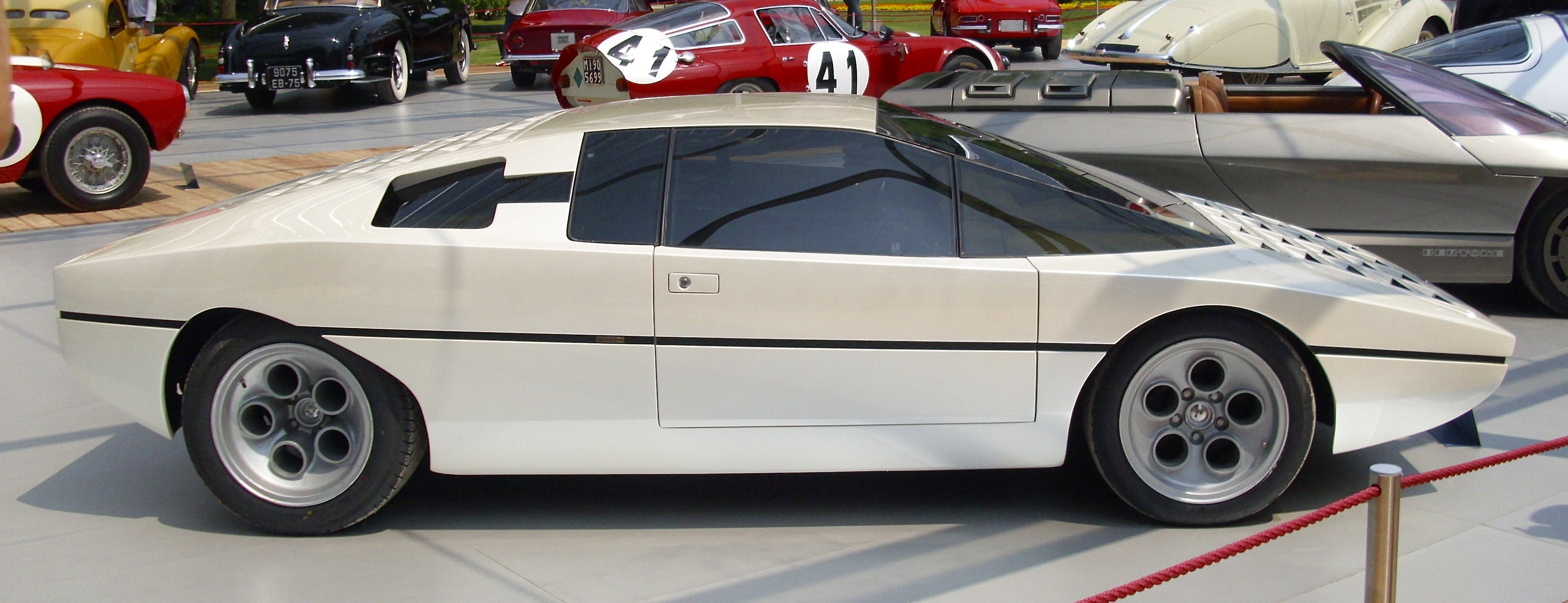
サイドビュー

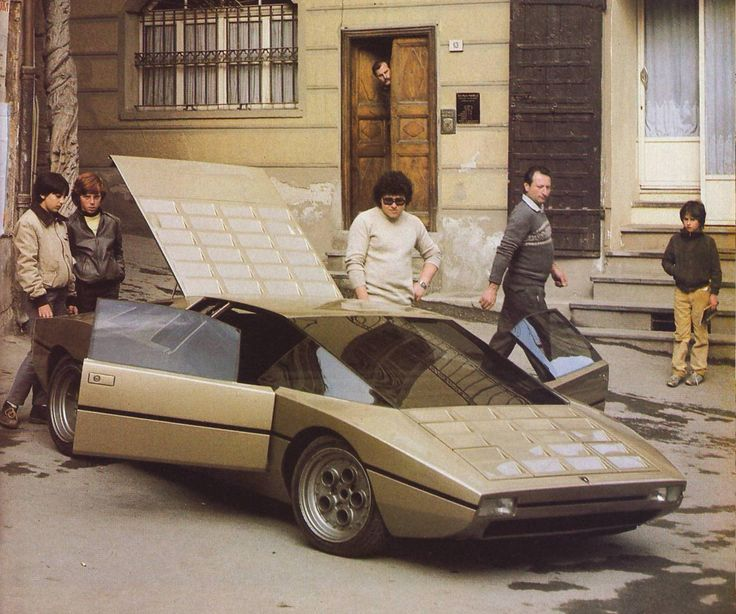
イタリアにて（1974年）

## 概要
ウラッコの後継車種を見据えて開発され、1974年のトリノオートショーで発表された。3.0 LのV型8気筒エンジンを搭載し、延べ27万kmにわたるテスト走行を行ったが、生産には至らなかった。角ばったデザインや窓の配置、ガンディーニの手癖ともいえるリアホイールアーチの形状など、スタイリングの多くはカウンタックから着想を得ていたが、インテリアは大幅に簡略化されていた。1987年にはベルトーネ製のフィアット・X1/9のコンパニオンカーとして生産が検討されたが、これも実現することはなかった。
シャシーナンバー「46 01」（元は金色、現在は白色）はベルトーネ博物館で保管された後、2011年5月21日にオークションにて58万8000ユーロで落札された。なお、シャシーナンバー「46 02」（緑色）は1976年にクラッシュテストに供されており現存しない。

## ブラボーホイール
カンパニョーロ製の五つ穴デザインの所謂ブラボーホイールは、リボルバーホイール、テレフォンダイヤルホイールとも呼称され、特別オーダー車のウォルター・ウルフ・カウンタックで流用採用され、以降その量産タイプともいえるカウンタックLP400Sで正式採用、LP400Sの途中でデザインが若干簡素化されたがカウンタックアニバーサリーまで丸い五つ穴のホイールデザインのイメージは踏襲、採用され続けた。ウラッコの後継のシルエットでも純正採用、さらに後継のジャルパでも履いている個体がある。